# Apol·loni Pergamenus
Apol·loni Pergamenus o Apol·loni de Pèrgam (en llatí Apollonius Pergamenus, en grec Άπολλώνιος Περγάμηνος) va ser un metge grec nascut a Pèrgam, a Mísia.
Va viure al segle iv o abans, però la data és molt incerta. Probablement va ser l'autor d'un llibre sobre escarificació conservat per Oribasi. Alguns sospiten que era la mateixa persona que Apol·loni Ofis o Apol·loni Zer.